# Megan Davis

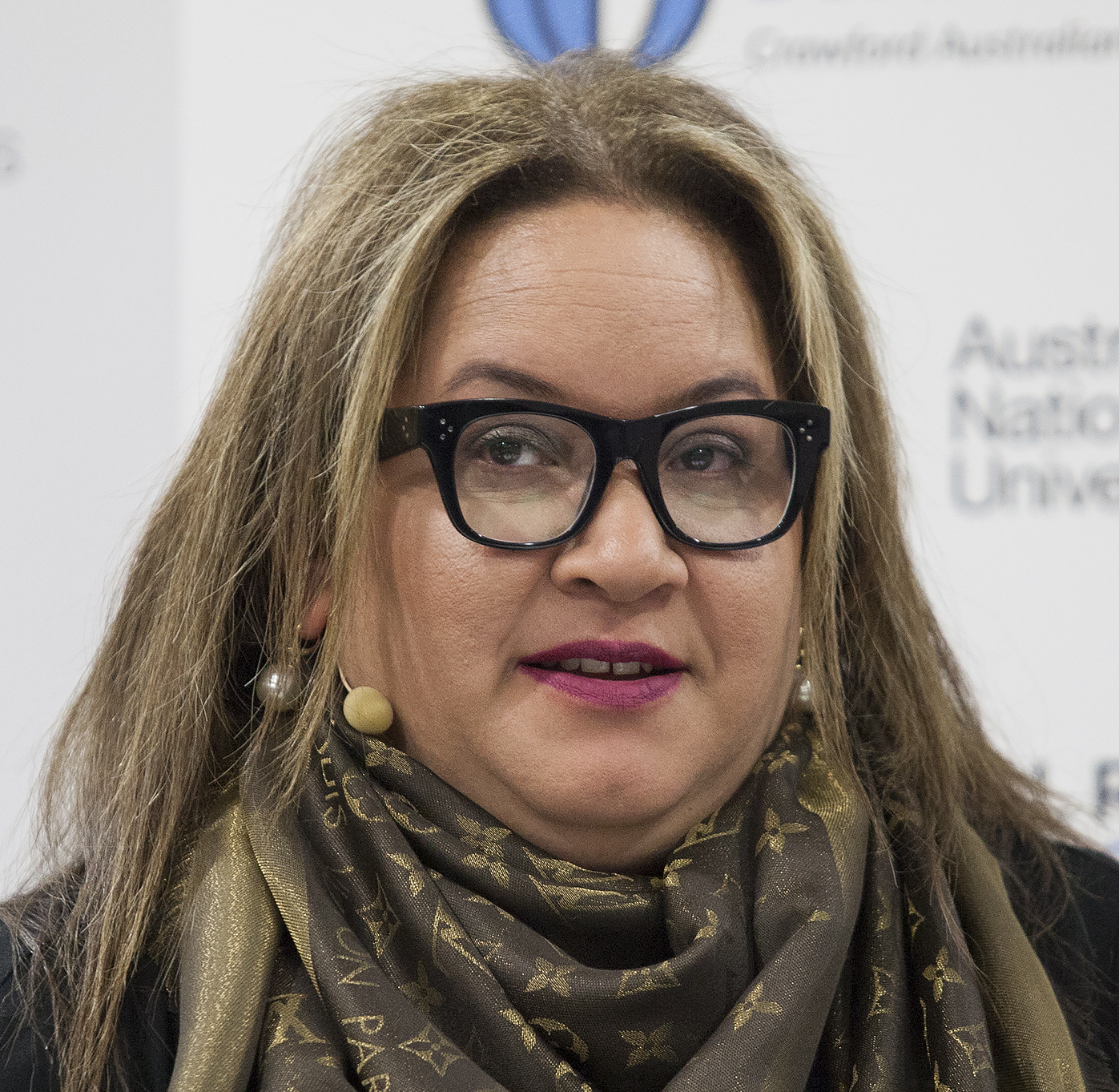
Megan Davis (2017)

Megan Davis, AC (geboren 1975 in Monto, Queensland) ist eine australische indigene Aktivistin und Menschenrechtsanwältin. Sie war als Präsidentin des Ständigen Forums für indigene Angelegenheiten von 2011 bis 2016 die erste Aborigine, die Mitglied eines Gremiums auf Ebene der Vereinten Nationen war.

## Herkunft und Ausbildung
Megan Davis wurde 1975 in Monto, einer Kleinstadt der North Burnett Region im nordöstlichen australischen Bundesstaat Queensland geboren. Ihre Familie lebte im Bereich der Bahnlinie der Queensland Rail. Ihre Vorfahren waren Aborigines oder stammten von südpazifischen Inseln. Sie wurde von einer literaturbegeisterten und bildungsorientierten Mutter aufgezogen und sie entwickelte früh ein Interesse für die UN-Generalversammlung.
Sie absolvierte ein B.A.-Studium in Rechtswissenschaften und Australischer Geschichte an der University of Queensland, erwarb ein Diplom in Rechtspflege, einen Master in Internationalem Recht und promovierte in Philosophie an der Australian National University in Canberra.

## Karriere
Davis ist Professorin für Jura an der University of New South Wales und leitet dort zusätzlich das Zentrum für Indigenes Recht. Sie ist Mitglied des Beratungsgremiums der australischen Regierung zu Fragen der indigenen Bevölkerung des Landes.
Im Mai 2020 wurde Davis der Lehrstuhls für Verfassungsrecht zugesprochen, der von der „Balnaves-Stiftung“ anlässlich des dritten Jahrestags der Uluru Statements from the Heart gestiftet worden war. Die Uluru Statements hatten im Mai 2017 Prinzipien für Indigenen-Rechten in Australien formuliert und die Vision einer positiven gemeinsamen Zukunft von Aborigines und nichtindigenen Australiern entworfen.
Davis war eine der Protagonistinnen des Referendums für eine Verfassungsänderung zur Etablierung von Indigenenrechten 2023, das unter dem Kürzel The Voice bekannt wurde und auch von Premierminister Anthony Albanese unterstützt wurde. Es wurde am 14. Oktober 2023 von einer Mehrheit von über 60 % der Referendumsteilnehmer abgelehnt.

## Internationales Wirken
2010 wurde sie in das Ständige Forum für indigene Angelegenheiten der Vereinten Nationen (UNPFII) in New City gewählt, von 2011 bis 2016 war sie Vorsitzende dieses Gremiums. 2014 war sie Hauptautorin einer großen Studie zu den Auswirkungen der Deklaration der Rechte indigener Völker (UNDRIP) von 2007.
Sie wurde vom UN-Menschenrechtsrat 2017 und 2019 in den Expertenmechanismus für die Rechte indigener Völker in Genf gewählt.

## Auszeichnungen
Megan Davis wird regelmäßig in verschiedenen Rankings zur kulturellen und politischen Bedeutung unter die 100 einflussreichsten Frauen Australiens gewählt, im Oktober 2018 wurde sie als Höchstrangige in die Liste des Australian Financial Reviews aufgenommen.#
Daneben erhielt sie national und international zahlreiche akademische und gesellschaftliche Auszeichnungen.
2025 wurde sie mit der höchsten zivilen Auszeichnung Australiens als Companion of the Order of Australia (AC) ausgezeichnet.